# Catasticta nimbice
Espèce
Catasticta nimbice est une espèce diurne de papillons de la famille des Pieridae et que l'on rencontre au Mexique et en Amérique centrale, avec quelques incursions au Texas.

## Synonymes
- Euterpe nimbice, Boisduval, 1836
- Euterpe ochracea Bates, 1864

## Sous-espèces
- Catasticta nimbice nimbice (Mexico)
- Catasticta nimbice ochracea (Bates, 1864) (Guatemala)
- Catasticta nimbice bryson Godman & Salvin, [1889] (Costa Rica, Panama)
- Catasticta nimbice ligata Eitschberger & Racheli, 1998 (Panama)

## Description
C'est un papillon de taille moyenne atteignant jusqu'à 6 cm d'envergure. Il est de couleur jaune blanchâtre très pâle et brun. Le secteur inférieur des ailes est à dominante jaune blanchâtre avec des nervures marron foncé. Le secteur extérieur est à fond marron avec des taches jaunâtres. Plusieurs générations se succèdent tout au long de l'année.
L'adulte se nourrit de séneçon commun, ou bien d'onagracées, comme le fuchsia, ou encore du lantana. La chenille grégaire, quant à elle, se nourrit de viscacées, notamment de Phoradendron.